# Ставищенський район
Стави́щенський райо́н — колишній адміністративний район України у південно-західній частині Київщини у межах Придніпровської височини правобережного Лісостепу України, 17 липня 2020 року Верховна Рада України прийняла Постанову № 3650 «Про утворення та ліквідацію районів», внаслідок цього була утворена Ставищенська селищна громада, яка увійшла до складу укрупненого Білоцерківського району. Адміністративний центр — смт Ставище. Населення становить 23 206 осіб (на 1 жовтня 2013). Площа району 674 км². Район утворено 7 березня 1923 року.

## Географія
Розташований у південно-західній частині Київщини у межах Придніпровської височини правобережного лісостепу України. Межує з Черкащиною (на півдні) та з чотирма районами Київської області — Білоцерківським, Таращанським, Тетіївським, Володарським. Районний центр — Ставище.
Територія району — 67,4 тис.га (674 км²), у тому числі землі сільськогосподарського призначення 57,4 тис.га. Це — десятки тисяч ріллі, майже півтисячі гектарів садів, кілька тисяч гектарів пасовищ та сінокосів, понад 2 тис.га ставків та річок.

## Адміністративний устрій
Адміністративно-територіально район поділяється на 1 селищну раду та 22 сільських ради, які об'єднують 30 населених пунктів і підпорядковані Ставищенській районній раді. Адміністративний центр — смт Ставище.

## Транспорт
Територією району проходить автошлях E95М05.

## Населення
Національний склад населення за даними перепису 2001 року:
| Національність | Кількість осіб | Відсоток |
| -------------- | -------------- | -------- |
| українці       | 27892          | 97,90 %  |
| росіяни        | 433            | 1,52 %   |
| білоруси       | 39             | 0,14 %   |
| молдовани      | 32             | 0,11 %   |
| вірмени        | 26             | 0,09 %   |
| інші           | 69             | 0,24 %   |

Мовний склад населення за даними перепису 2001 року:
| Мова       | Кількість осіб | Відсоток |
| ---------- | -------------- | -------- |
| українська | 28010          | 98,31 %  |
| російська  | 396            | 1,39 %   |
| вірменська | 23             | 0,08 %   |
| білоруська | 20             | 0,07 %   |
| молдовська | 18             | 0,06 %   |
| інші       | 24             | 0,08 %   |

Населення району налічує 28,3 тисячі чоловік: 7,9 тисячі мешкають в селищах, 20,4 тисяч — в селах. Трудові ресурси становлять 12,6 тисячі працівників. У районі проживають 10,2 тисячі пенсіонерів та 7,4 тисячі дітей.

## Політика
25 травня 2014 року відбулися Президентські вибори України. У межах Ставищенського району було створено 29 виборчих дільниць. Явка на виборах складала — 68,47 % (проголосували 14 055 із 20 528 виборців). Найбільшу кількість голосів отримав Петро Порошенко — 47,76 % (6 713 виборців); Юлія Тимошенко — 21,66 % (3 045 виборців), Олег Ляшко — 14,21 % (1 997 виборців), Анатолій Гриценко — 7,68 % (1 079 виборців). Решта кандидатів набрали меншу кількість голосів. Кількість недійсних або зіпсованих бюлетенів — 0,73 %.

## Екскурсійні об'єкти
- Ставищенський краєзнавчий музей [Архівовано 9 липня 2021 у Wayback Machine.] (смт Ставище)
- Ставищенський парк [Архівовано 9 липня 2021 у Wayback Machine.] (смт Ставище)
- Ставищенська лікарня (смт Ставище)
- Пам'ятки праці: «вітряк», «трактор» (смт Ставище)
- Церква Різдва Богородиці (с. Антонівка)
- Біопарк «Золотий фазан»
- Гейсиський вітряк

## Особистості
Вихідці з району :
- Біденко Микола Миколайович (1951, Гейсиха) — український поет-перекладач із польської, чеської мов.
- Демуцький Порфирій Данилович
- Загородній Михайло Петрович
- Макаревський Іван Филимонович
- Сівкович Володимир Леонідович — 2020 року оголошений у міжнародний розшук, 2022 року оголошено підозру в державній зраді
- Клименко Станіслав Степанович — український кінорежисер. Заслужений діяч мистецтв України (2003). Лауреат Республіканської премії ЦК ЛКСМ України ім. М. Островського (1984).